# Балбригган (станция)
Балбригган — железнодорожная станция, открытая 25 мая 1844 года и обеспечивающая транспортной связью одноимённый город в графстве Фингал, Республика Ирландия. Эта станция находится на северной границе пригородной железнодорожной сети Дублина и является пересадочной.

## История
Станция была открыта компанией Dublin and Drogheda Railway, позже вошла в состав Great Northern Railway Ирландии, в составе которой оставалась до 1950 года. Линия GNR тогда перешла в совместное владение Республикой Ирландия и Северной Ирландией и была реорганизована в совместную компанию Great Northern Railway Board, которая просуществовала до 1958 года. После распада GNRB, участок в Республике отошёл в управление Coras Iompair Éireann и в 1986 году передан Iarnród Éireann.
В декабре 1977 года с закрытием грузового отделения станции прекратилось формирование грузовых составов на станции.
В связи с увеличением населения города Балбригган, в 2007 году был выдан грант на расширение станции.